# Lista ființelor din Pământul de Mijloc
Acest articol conține o listă a tuturor ființelor din Pământul de Mijloc, așa cum sunt prezentate în legendariumul lui J.R.R. Tolkien.

## Ainurii
Ainu
- Valarii și Valierii
  - Aratarii - căpeteniile Valarilor și Valierilor
- Maiarii (vezi și Balrogi și Vrăjitori)

## Dragoni (viermi)
Dragoni
- Dragoni reci - cei care nu puteau sufla foc
- Dragonii focului (Urulóki)  - cei care suflau foc. Ambele categorii includeau:
  - Viermi lungi - dragoni fără picioare
  - Dragoni cu picioare, însă fără aripi
  - Dragoni cu aripi

## Gnomi
Gnomi
- Neamul lui Durin (Bărbilungi)
- Alte șase case
- Gnomii mărunți (Noegyth Nibin, Nibin-noeg, Nibin-Nogrim)

## Elfi (Quendi)
Elfi
- Calaquendi:
  - Eldari
  - Teleri
    - Noldori
    - Vanyari
- Moriquendi:
  - Avari
  - Sindari și
  - Nandori - Ambele categorii includeau
  - Elfii pădureni
- Cei pe jumătate elfi

## Enți
Enți
- Huorni

## Hobbiți
Hobbiți
- Fallohide
- Harfoot
- Stoor

## Oameni
Oameni
- Edain
  - Casa lui Bëor
  - Casa lui Hador
  - Casa lui Haleth
    - Dúnedaini
      - Corsarii din Umbar
- Oamenii din Rhovanion
  - Éothéod
    - Rohirrimi

  - Oamenii Nordului
    - Dale
    - Esgaroth
    - Oamenii pădureni
    - Beorningi
- Cei pe jumătate elfi
- Oamenii Sălbatici din Dunland
- Haradrimii
- Oamenii Estului
  - Căruțașii
  - Varegii din Khand

## Orci (goblini)
Orci
- Orci comuni (numiți derogatoriu "snaga" de către ceilalți)
- Uruk-hai
- Boldogi
- Cei pe jumătate orci (jumătate oameni)

## Troli
Troli
- Troli comuni (troli "de piatră")
- Olog-hai

## Alte creaturi din Pământul de Mijloc
- Duhurile Gorganelor
- Crebaini
- Vulturi
- Fastitocalon
- Bestiile cumplite
- Marile Bestii
- Șoimi
- Kelvar
- Vacile din Araw
- Kirinki
- Mearas (cai)
- Olifanți (Mûmakil)
- Wargi
- Vârcolaci